# Dziewięciu Bohaterów

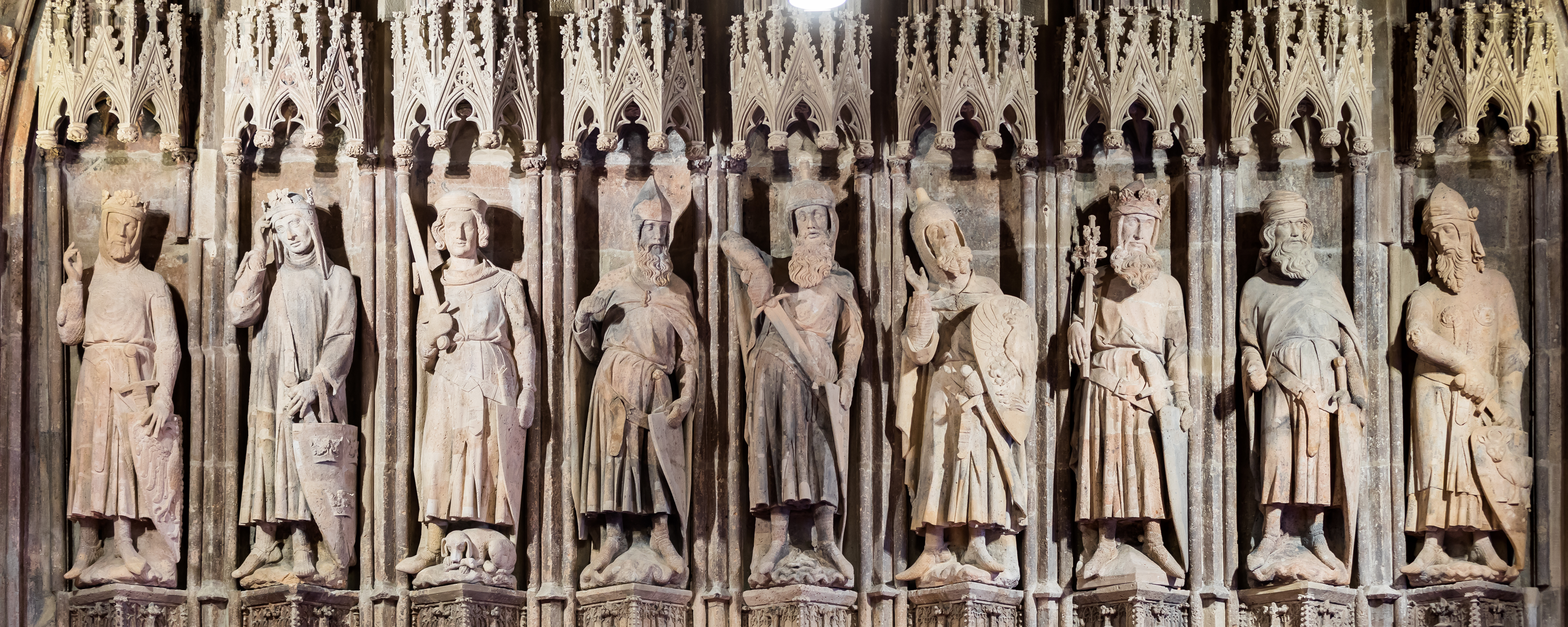
Dziewięciu Bohaterów w Sali Hanzeatyckiej ratusza w Kolonii

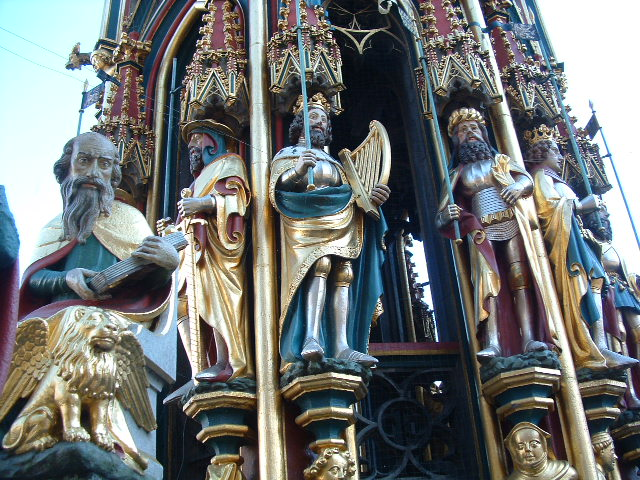
Dziewięciu Bohaterów na Pięknej Studni w Norymberdze

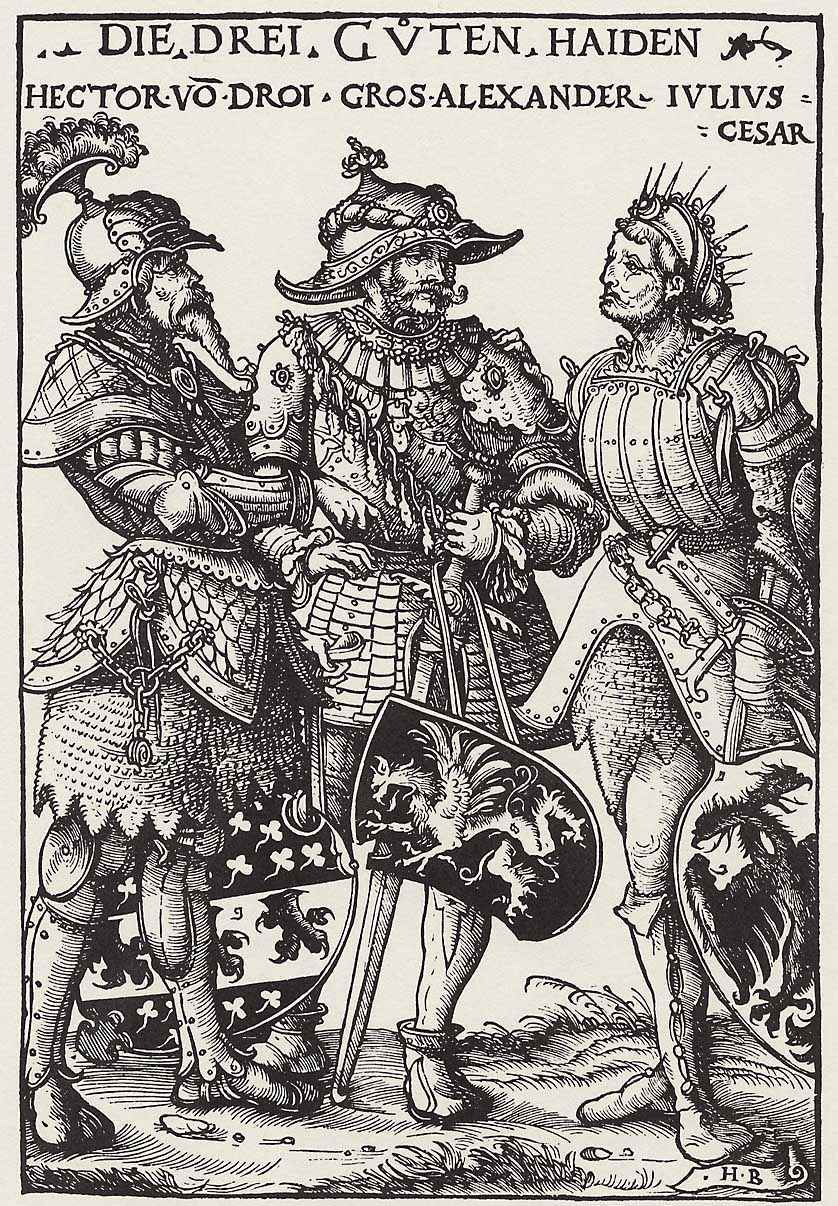
Hektor, Aleksander Wielki, Juliusz Cezar, wg H. Burkmaira, 1519 r.

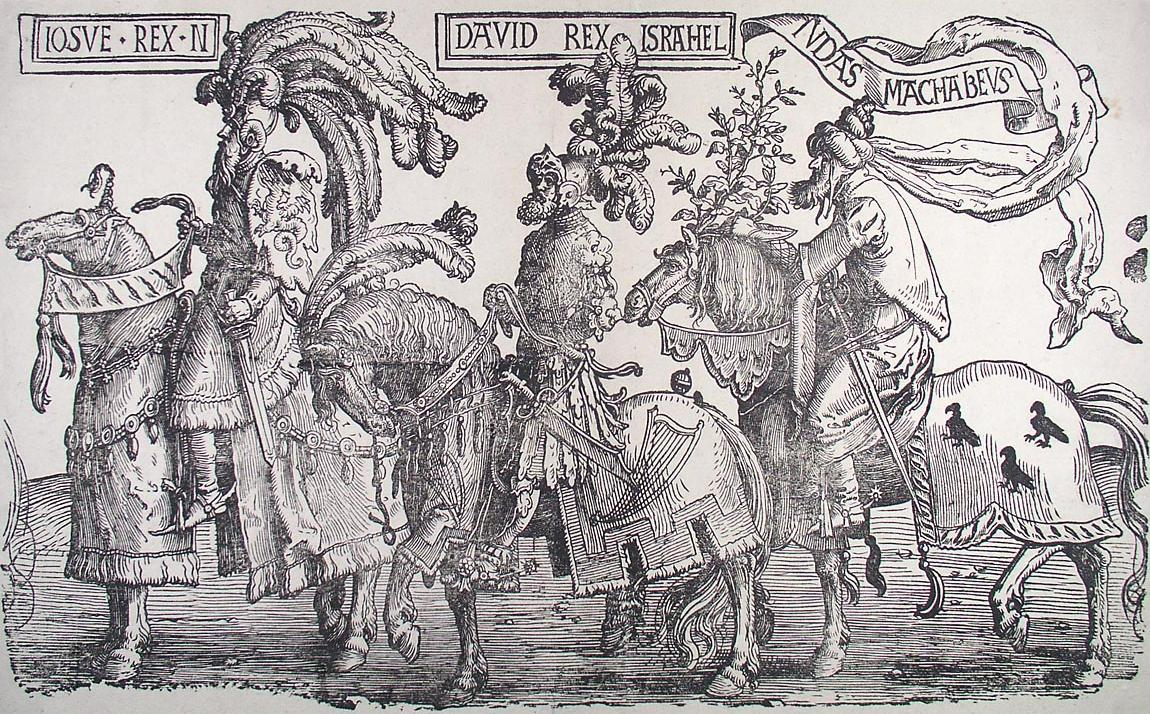
Lucas van Leyden, Jozue, Dawid i Juda Machabeusz, ok. 1520 r.

Dziewięciu Bohaterów (niem. Neun Gute Helden) – według średniowiecznego toposu trzy triady historycznych, biblijnych i legendarnych postaci będącymi ideałem średniowiecznego rycerstwa, reprezentujących pogaństwo, judaizm i chrześcijaństwo. Znani są również pod pojęciem „Dziewięciu Książąt”, zaś we francuskiej literaturze jako „Dziewięciu Dzielnych” (fr. Les Neuf Preux). Znajomość ich życia i świadomość ich męstwa były dla rekrutantów jednym z punktów wyjścia przy ocenie aspirujących na rycerza.
Dziewięciu Bohaterów tworzą trzy triady:
- triadę pogańską reprezentują trzej antyczni:
  - mityczny Hektor,
  - król Macedonii i Grecji Aleksander Macedoński,
  - rzymski dyktator Juliusz Cezar;
- triadę żydowską tworzą Izraelici:
  - sędzia Jozue,
  - król Dawid,
  - Juda Machabeusz;
- triadę chrześcijańską tworzą:
  - legendarny Król Artur,
  - cesarz Karol Wielki,
  - przywódca I krucjaty Gotfryd z Bouillon.

## Geneza i rozwój toposu
O Dziewięciu Bohaterach po raz pierwszy pisze Jacques de Longuyon w swoim dziele Voeux du Paon z 1312 roku. Holenderski badacz średniowiecza Johan Huizinga wskazał na silny związek wszystkich dziewięciu postaci z romansem rycerskim. Podział bohaterów na trzy triady ma związek z praktykowanym w średniowieczu i powszechnym w symbolice podziałem trialistycznym, tu uwzględniono postaci zarówno w kategoriach religijnych, jak i historycznych. Znaczenie Voeux du Paon Longuyona było wielkie dla kultury późnego średniowiecza, szczególnie dla ówczesnych elit władzy i rycerstwa. To dzieło stało się punktem wyjścia dla kolejnych Chansons de geste w literaturze, dzieł malarstwa książkowego, rzeźby. topos dziewięciu mężnych był asumptem do poszukiwania żeńskiego odpowiednika, co miało spełnić „pragnienie równowagi społecznej”. Tym ekwiwalentem miały być poezje Eustachego Deschampsa, w których wybrał Dziewięć Bohaterek. Według Huizingi były „grupą raczej dziwacznych heroinek”. Wśród zarówno fikcyjnych jak historycznych postaci były m.in. Pentezylea, Tomyris i Semiramida. Według Deschampsa „dziewiątym herosem” był Bertrand du Guesclin, bretoński rycerz który podczas angielsko-francuskiej wojny stuletniej, po przegranych bitwach pod Crécy (1346) i Poitiers (1356) miał przechylić szalę zwycięstwa na korzyść Francji. Za jednego z Dziewięciu Bohaterów uważał się Franciszek I Walezjusz.
Postaci Dziewięciu Bohaterów były silnymi osobistościami oraz przykładami idealnego rycerza i wojownika. Oprócz Hektora i króla Artura są to zwycięzcy. Ponadto każdy z nich ma rycerski rodowód. W ikonografii, dla podkreślenia rycerskiego pochodzenia postaci, przedstawiano je z tarczami. Herby przedstawione na tarczach były często fikcyjne, wywodzone ze średniowiecznych wyobrażeń. Niezależnie od podziału na triady i kontekstu historycznego bohaterów ukazywano zawsze razem w celu manifestowania rycerskich cnót, których wymiar był ponadczasowy i uniwersalny. Tworzono liczne biografie rycerzy idealnych, którzy swoim męstwem, wiernością, prawością i mądrością mogli służyć za wzór dla wszystkich innych.

## Ikonografia
Temat Dziewięciu Bohaterów pojawił się głównie w rzeźbie i malarstwie gotyckim na terenie Europy Zachodniej, głównie we Francji i Rzeszy Niemieckiej. Do najcenniejszych przykładów zalicza się grupę dziewięciu figur w Sali Hanzeatyckiej mieszczącej się w ratuszu w Kolonii. Pod ozdobnymi baldachimami znajdują się pełnoplastyczne figury, datowane na trzecią ćwierć XIV wieku. Z tego samego okresu pochodzi Piękna Studnia – studzienka usytuowana na rynku w Norymberdze, znajdująca się w wieży, której elewacje zdobią, oprócz figur Dziewięciu Bohaterów, alegorie siedmiu sztuk wyzwolonych, przedstawienia siedmiu elektorów Rzeszy, czterech ewangelistów i proroków. Częściowo uszkodzone oryginalne figury (obecnie w Germanisches Nationalmuseum) zastąpiono in situ kopiami.
W zbiorach nowojorskiego The Cloisters zachowała się część cyklu tapiserii ukazujących Króla Artura, Jozuego, Dawida, Hektora i Juliusza Cezara.
Przykładem włoskiej recepcji jest fresk I Nove Prodi, przypisywany Mistrzowi z Castello della Manta namalowany około 1420 w Sali Baronów w Castello della Manta – zamku we włoskim Saluzzo. Oprócz Dziewięciu Bohaterów znajduje się żeński odpowiednik. Jest to cenny przykład włoskiego stylu pięknego.
Temat ten był również preferowany w angielskiej rzeźbie epoki elżbietańskiej, czego przykładem jest dekoracja elewacji zewnętrznych Montacute House w Montacute. Postaciom nadano antykizujące formy i kostiumy.

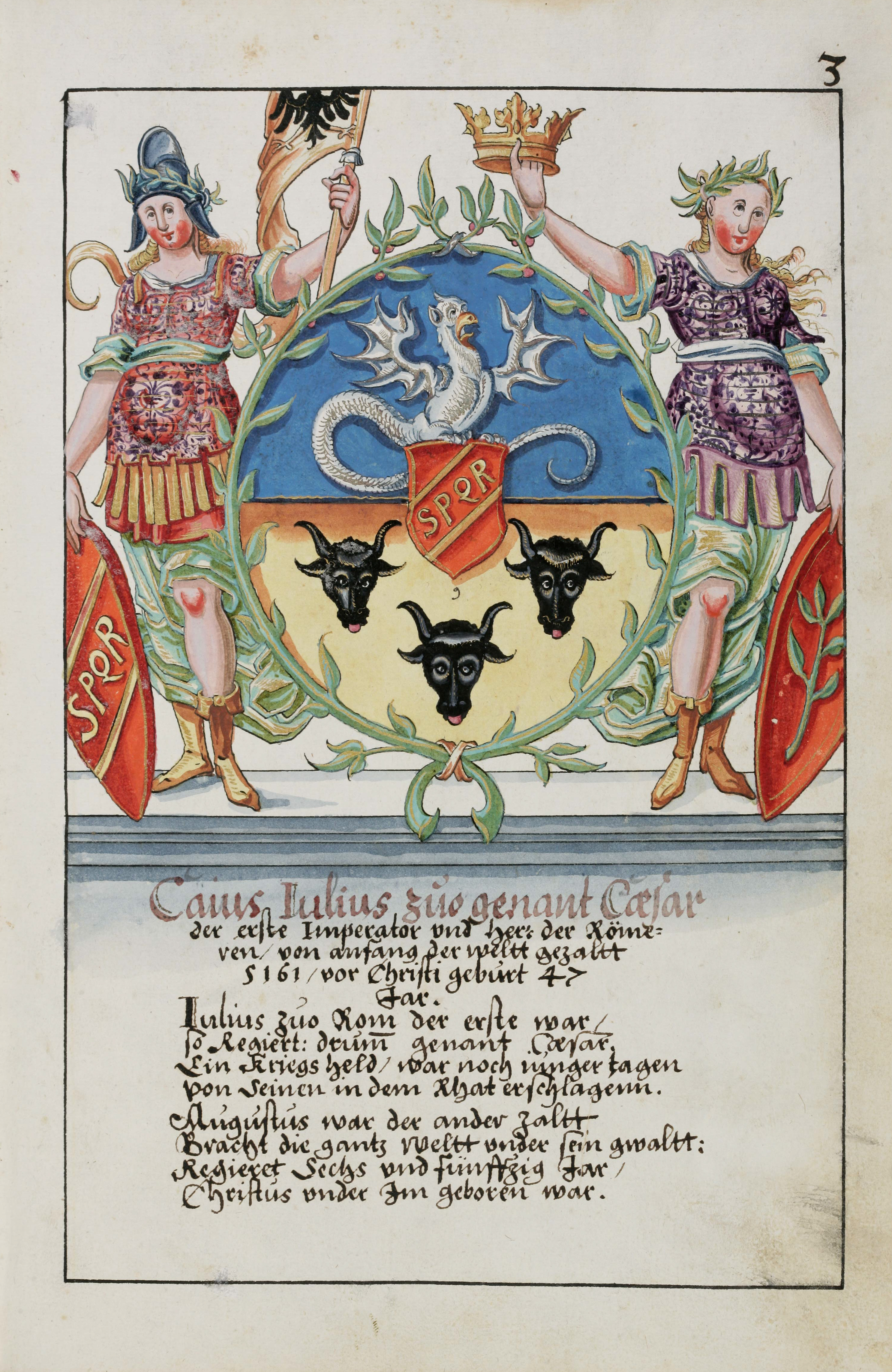
Herb Juliusza Cezara
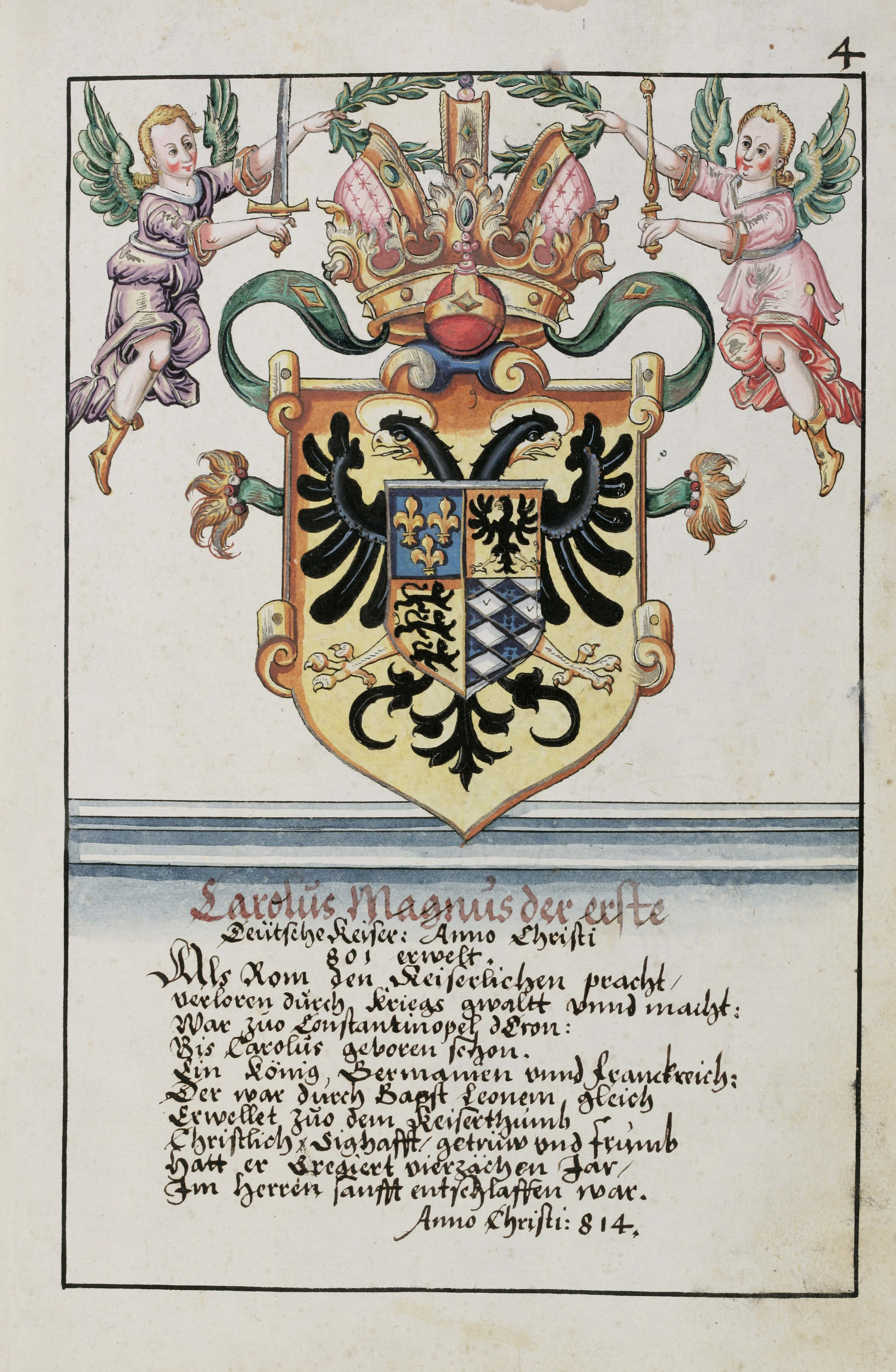
Herb Karola Wielkiego
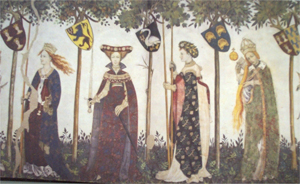
Fragment dekoracji malarskiej

### Fantazyjne Herby Dziewięciu

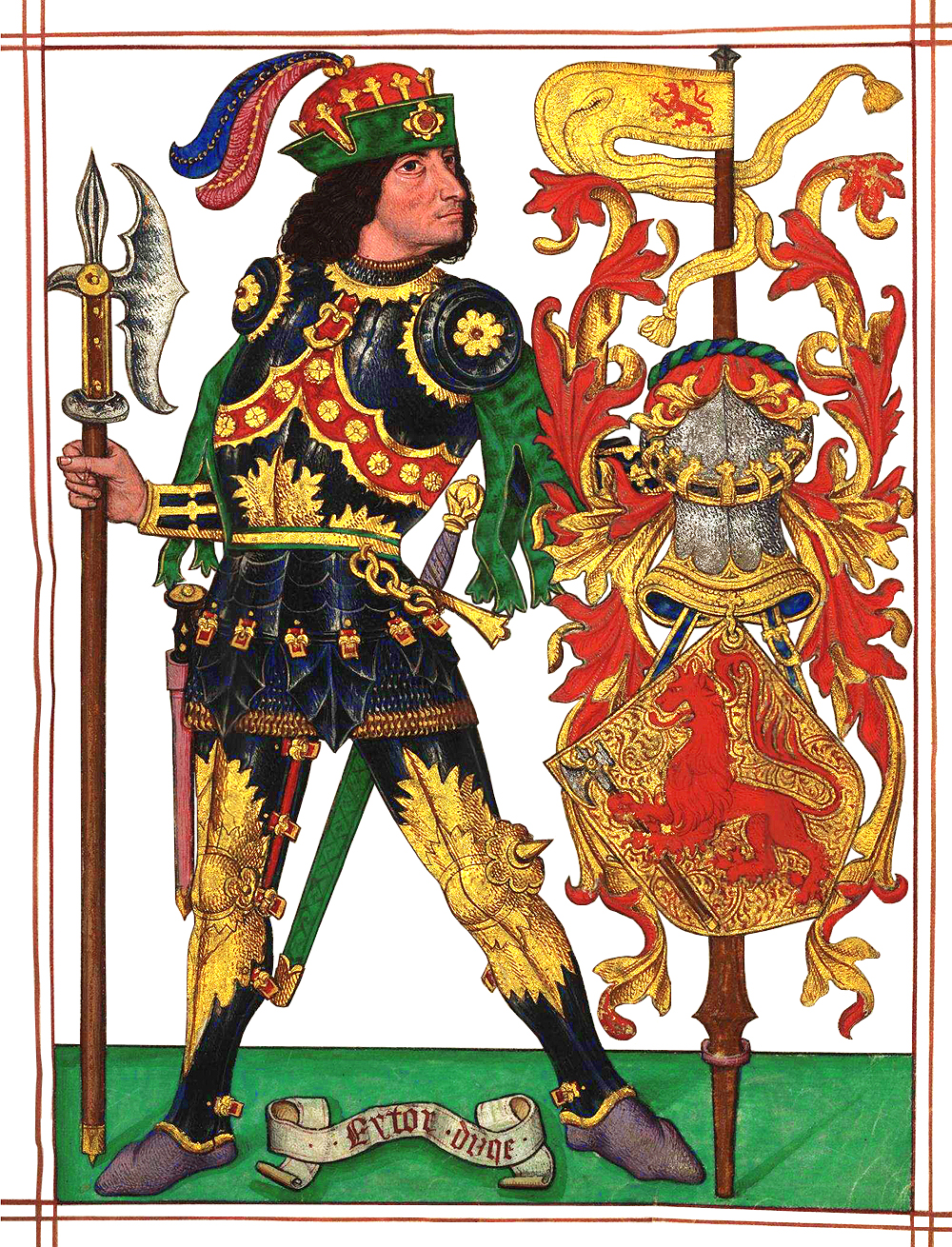
Herb Hektora
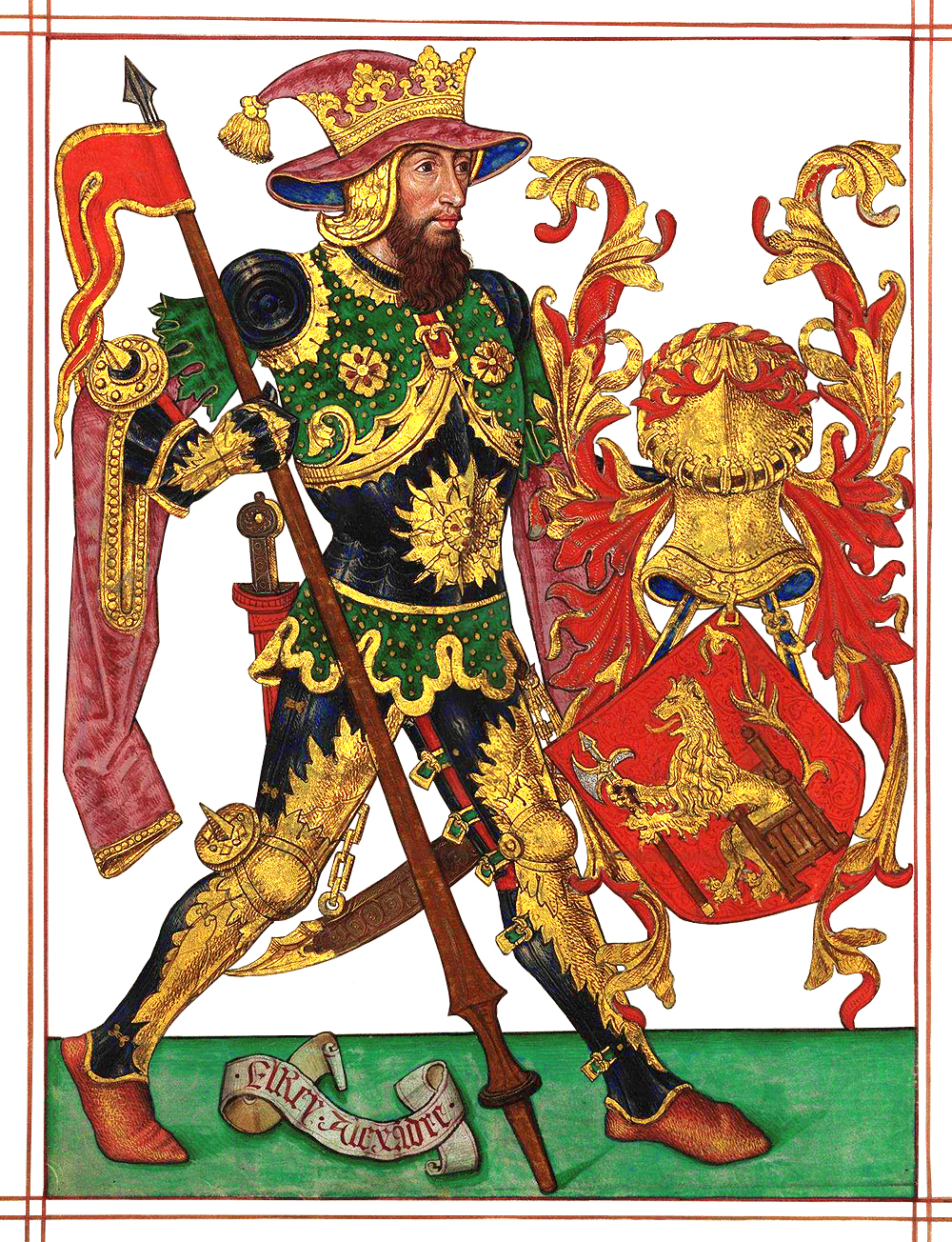
Herb Aleksandra Macedońskiego
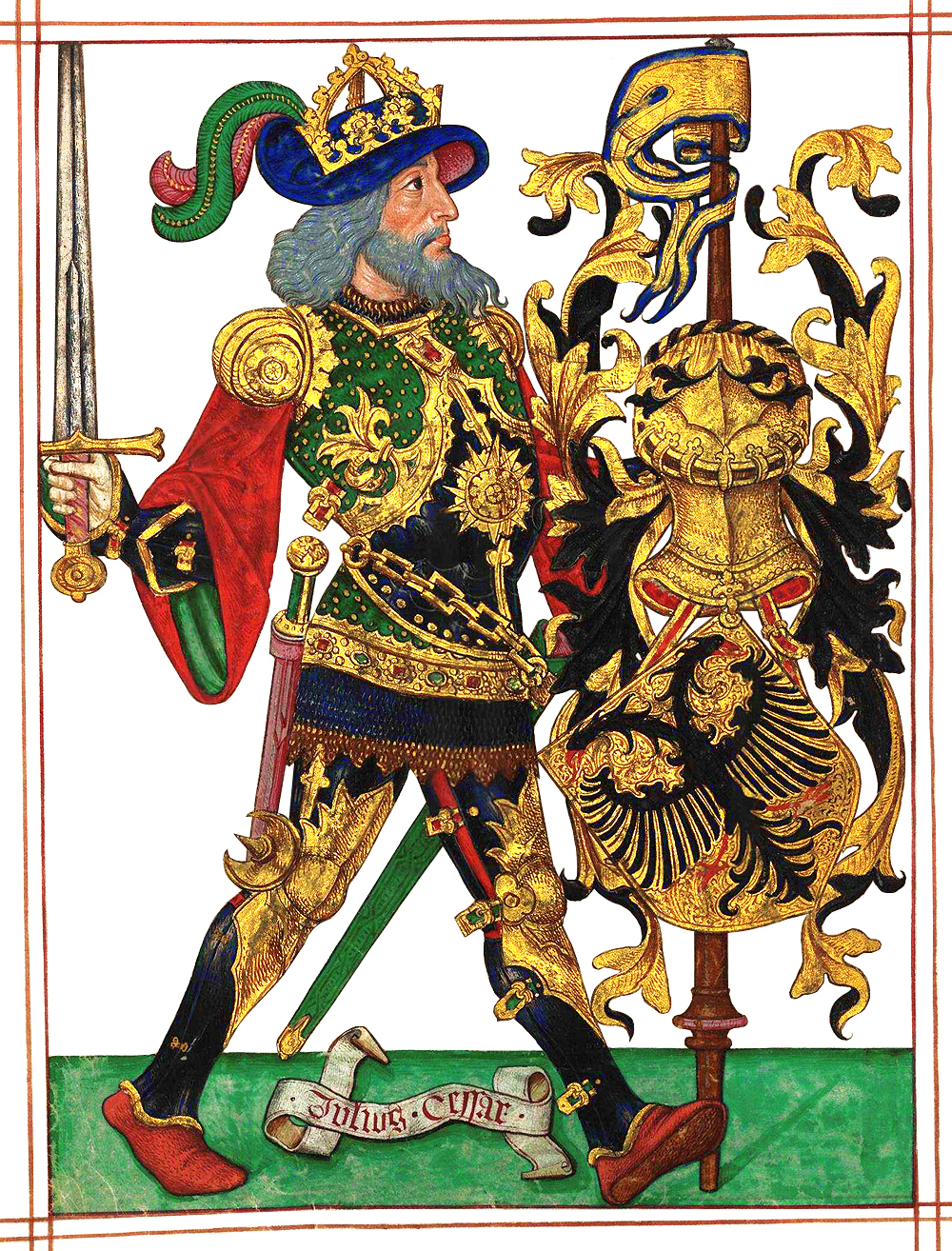
Herb Juliusza Cezara (Godło ŚCRNN)
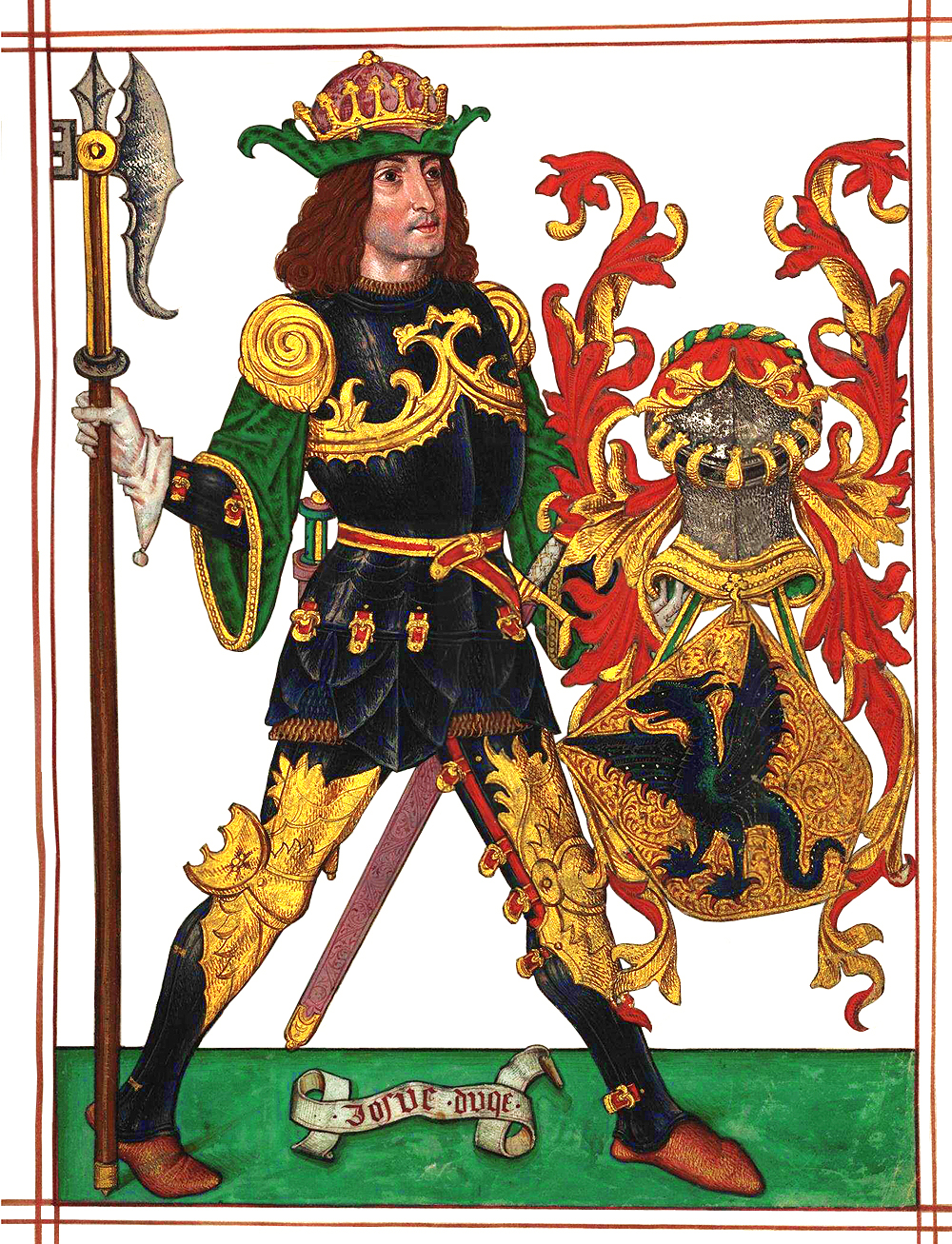
Herb Jozuego
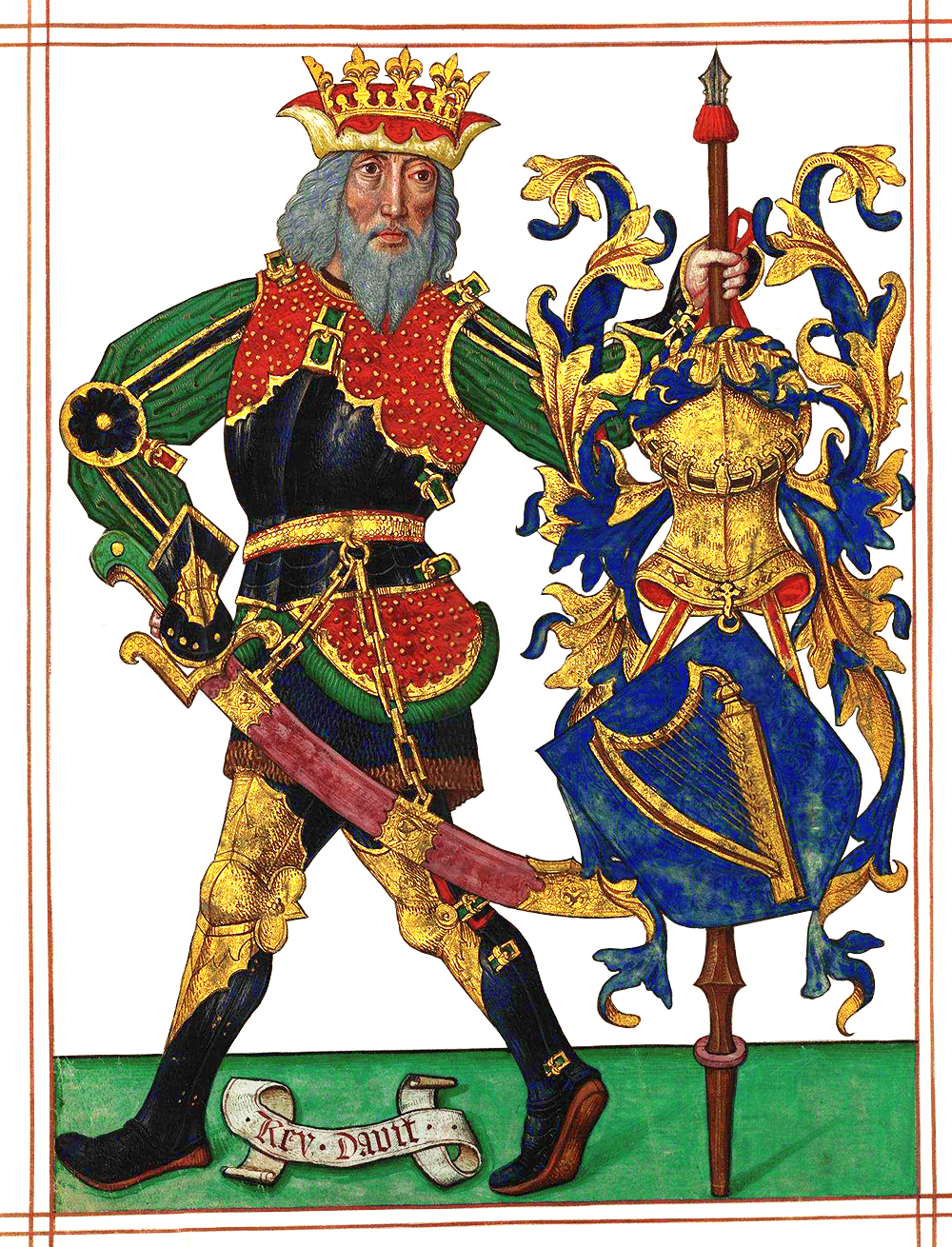
Herb Dawida
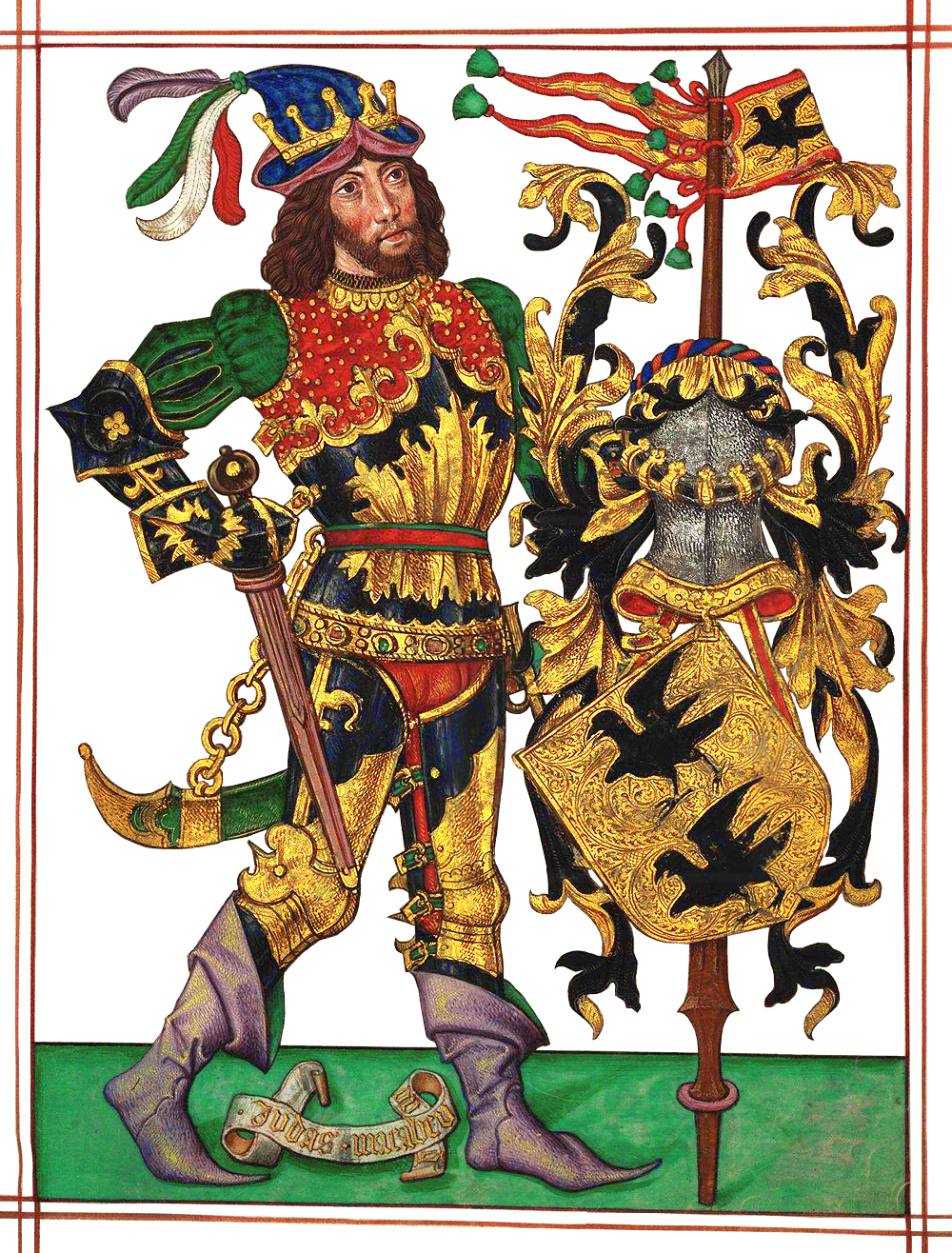
Herb Judy Machabeusza
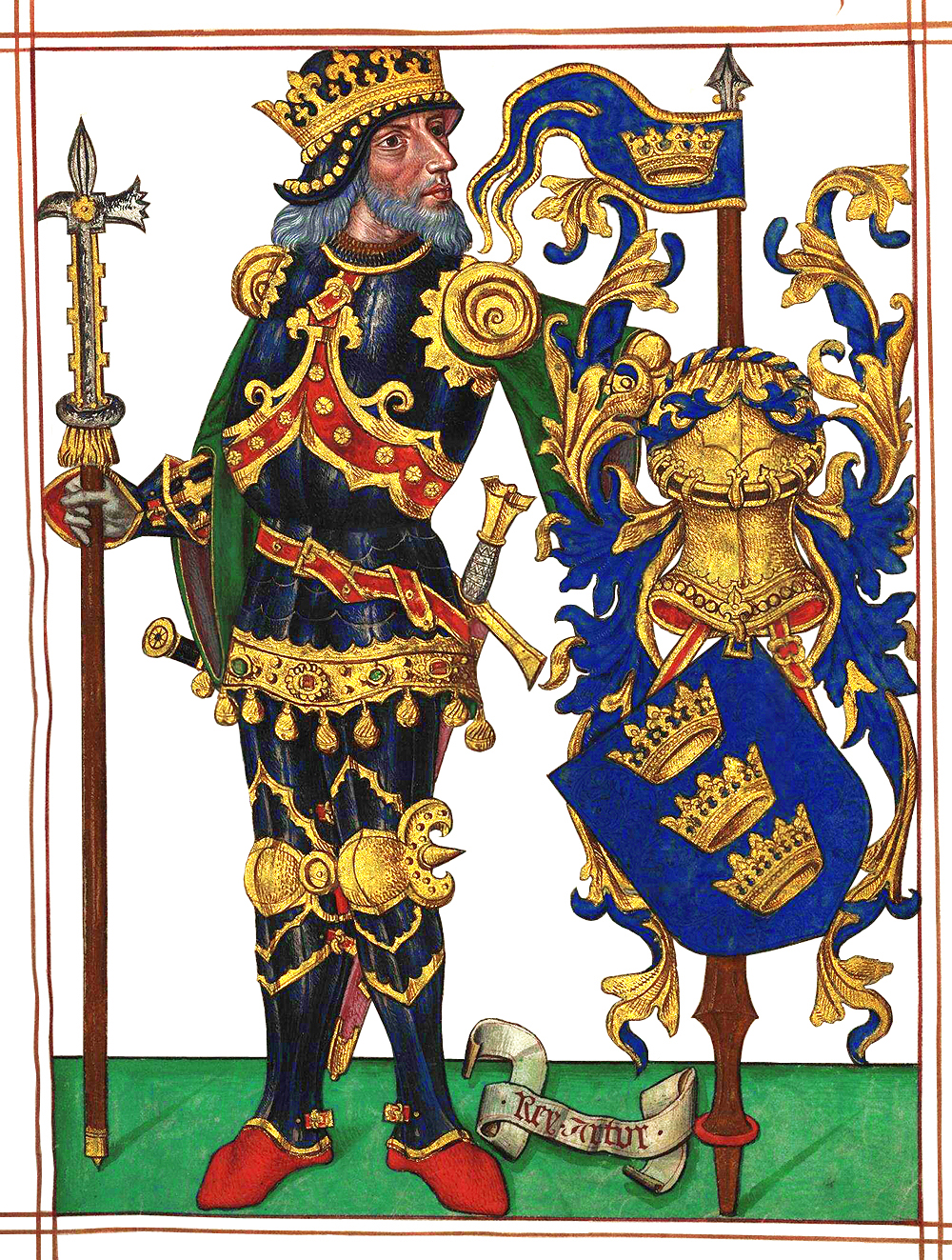
Herb Króla Artura
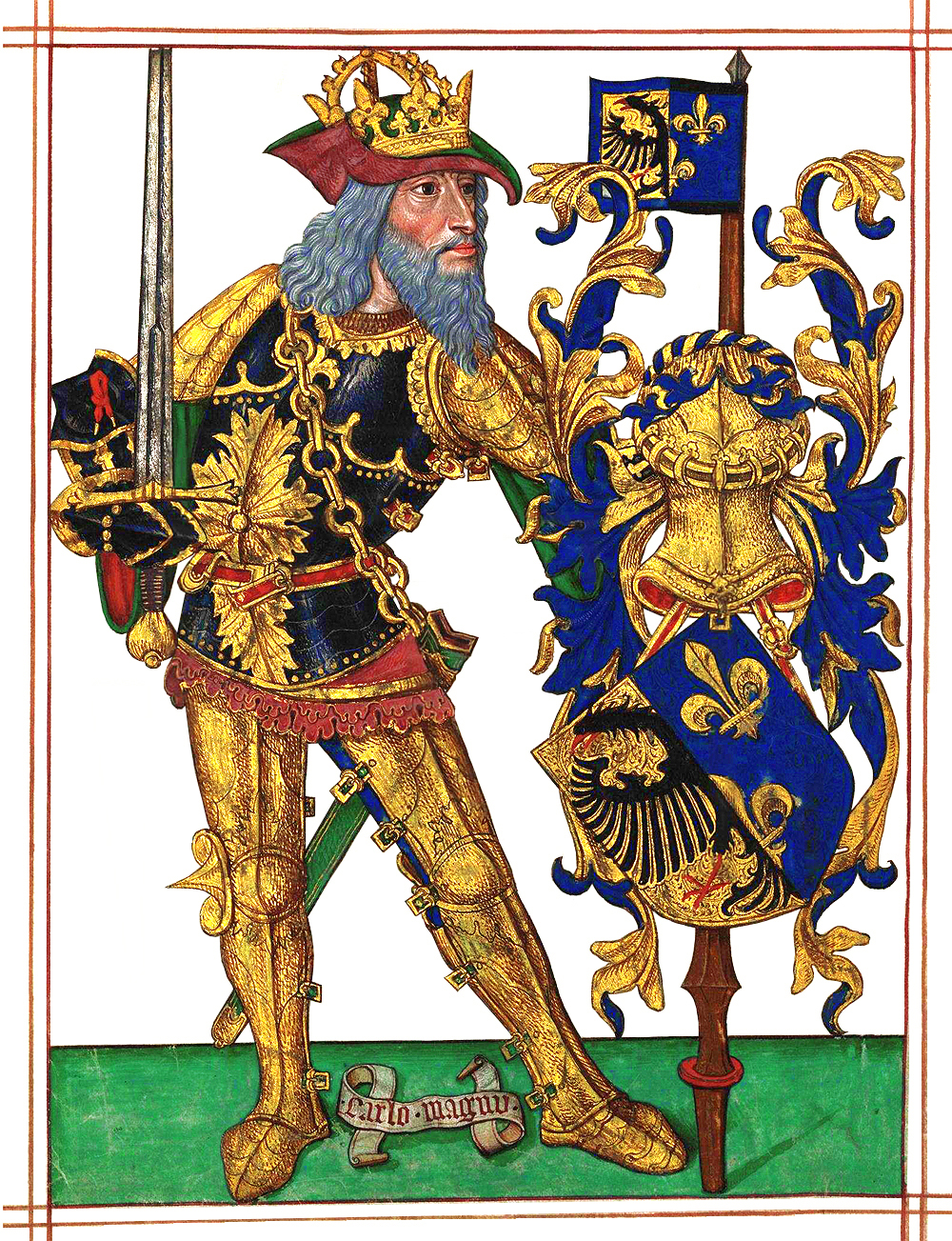
Herb Karola Wielkiego (Godło ŚCRNN)
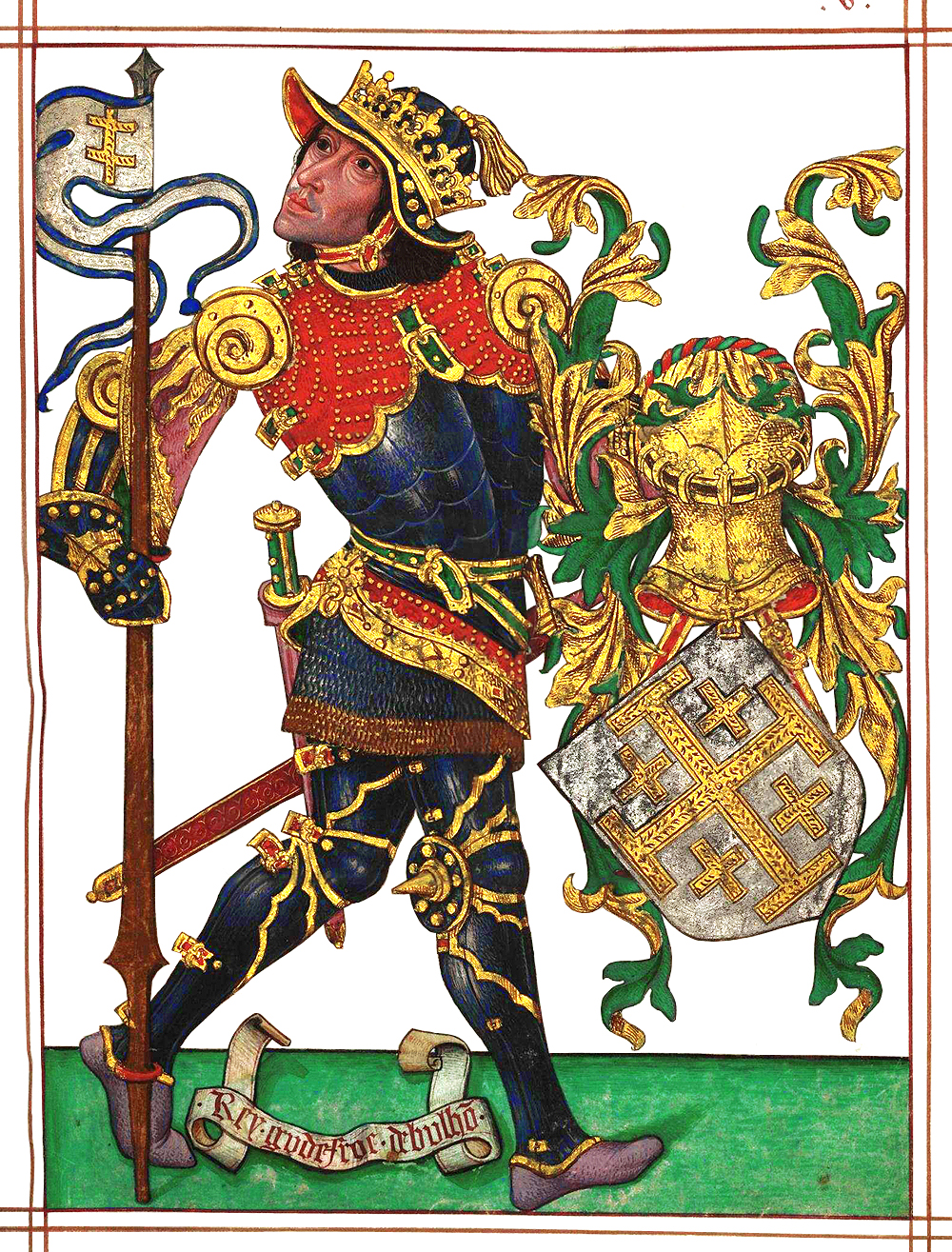
Herb Gotfryda z Bouillon